# Лоу, Мартин Джеффри
Мартин Джеффри Лоу (англ. Martin Geoffrey Low; 27 июля 1950 года в Саутпорте, Англия — 6 августа 2013 год, в США) — британский биохимик. Известен своими работами в области мембранных ГФИ-якорных и других белков в сотрудничестве с большим количеством учёных по всему миру. Член Лондонского королевского общества (с 1996).

## Биография
Мартин Джеффри Лоу родился 27 июля 1950 года в семье Кена и Джоанн Лоу в Саутпорте в графстве Ланкашир на северо-западе Англии. Там он закончил детский сад и начальную школу. А в 11 лет поступил в престижную гимназию Короля Георга V, где у него проявился интерес к науке. У Мартина было два старших брата — Питер и Кристофер, которые всячески его поддерживали.
Дед Мартина по материнской линии, Том Джаггер, владел небольшим бизнесом по транспортировке мебели «Т. Джаггер и сыновья» и был известным человеком в Саутпорте. Он часто брал мальчиков на подработку, что помогало им самостоятельно оплачивать свои увлечения, такие как химическая «лаборатория» или походы к горам и озёрам.

### Ранний интерес к науке
Научная заинтересованность Мартина проявилась очень рано, на что повлиял ряд факторов. Одной из причин стало то, что его родители были убеждёнными сторонниками протестантской трудовой этики и смотрели на образование как на цель цивилизации и старт для личностного роста. Во многом на Мартина оказал влияние журнал The Eagle, который тщательно подбирался отцом и привлекал содержанием красочных схем и диаграмм.
На один из Дней Рождений Питера родители подарили ему небольшой набор химических реактивов и книгу Ф. Шервуда-Тейлора «Юный химик». И в 10-12 лет они с Мартином уже проводили простые химические опыты по получению водорода, галогенов и даже нитрида йода. Мартин часто опережал школьную программу по химии, и тогда родители организовали ему целую лабораторию в зимнем саду нового дома, где было достаточно места для различных опытов и игр с братьями.
В подростковом возрасте интерес Мартина обратился к биохимии. Он часто читал книгу Стивена Роуза «Химия жизни». Его спальня украсилась замысловатыми схемами, такими как гликолитический путь Эмбдена-Мейергофа, а новое оборудование в лаборатории включало чашки Петри, агар и микроскоп.

### Работа в Бирмингеме и Корнелле (1971—1979)
В 1971 году Мартин окончил бакалавриат по биохимии в Университете Ньюкасла-на-Тайне на северо-востоке Англии. Затем он переехал в Бирмингем, чтобы продолжить обучение в аспирантуре под руководством Дж. Брайана Финиана в популярной лаборатории. Тогда он начал заниматься фундаментальными исследованиями клеточных мембран. Мартин выбрал стол в дальнем углу и старался привлекать как можно меньше внимания. Ежедневно он носил лабораторный халат, джинсы и рубашку в стиле «кантри» (по воспоминаниям коллеги Джона Берримана).
В то время Мартин Лоу работал в соавторстве с Роджером Коулманом и Брайаном Финианом над мембранами различных бактерий и выделял растворимые ферменты. Через некоторое время, в августе 1977 года, он переехал в Америку на север штата Нью-Йорк в Итаку, чтобы работать с Доном Зильверсмитом в Корнеллском университете.

### Самостоятельные исследования в Оклахоме и Колумбии (1981—2008)
Некоторое время Мартин работал в Отделе биофизики Медицинского Колледжа Вирджинии, а после, в 1981 году, переехал в Оклахому-Сити. Там он наладил производство бактериальных ферментов, которыми занимался в аспирантуре, и стал сотрудничать со множеством учёных, отправляя образцы своих ферментов по всему миру. Наиболее продуктивной оказалась коллаборация с израильскими учёными Израэлем Силменом и Тони Футерменом из Института Вейцмана.
К 1985 году Мартин Лоу стал сотрудничать ещё с одним ученым, Майком Фергюсоном из лаборатории Рокфеллеровского университета. Они проводили много времени, обсуждая результаты экспериментов по телефону, и построили вместе первые теоретические модели действия выделяемых ферментов.
После всех впечатляющих работ Мартина с ним связалась Джина Колатта, корреспондент журнала Science, и написала краткий отчет о совершённых открытиях. В 1987 году Мартин Лоу перевёлся в Колумбийский университет и жил вместе с женой и сыном в Оссиниге на севере штата Нью-Йорк.

### Cмерть
В 2008 году Мартин Джеффри Лоу преждевременно ушёл в отставку в связи с болезнью Альцгеймера. Он умер 13 августа 2013 года в возрасте 63 лет.

## Научная деятельность
Мартин внёс огромный вклад в изучение мембранных белков. Его наблюдения, экспериментальное упорство и щедрость сыграли важную роль в открытии совершенно новой области мембранной биологии и биохимии. Его открытие мембранных ГФИ-якорей стало общеизвестным и было включено в учебники по биохимии и пособия по молекулярной и клеточной биологии. Это наследие продолжает оказывать влияние на биологов во многих дисциплинах.

### Исследование на соискание степени PhD
Дж. Б. Финиан, который руководил исследованиями Мартина в Бирмингеме, один из первых применил рентгеноструктурный анализ для изучения строения биологических мембран. Он разделял лабораторию с двумя коллегами: Роджером Коулманом, который использовал структурные и ферментативные методы для исследования плазматических мембран, и Бобом Митчеллом, который исследовал клеточные функции инозитолфосфолипидов. Задачей Мартина было расширение спектра фосфолипаз, которые использовали Коулман и Финиан, и увеличение их чистоты. В частности, он искал бактериальные фосфолипазы, избирательно атакующие определённые виды мембранных фосфолипидов. Он нашел работы о фосфолипазе C, которая была выделена из культуральных жидкостей Bacillus cereus, Bacillus anthracis и специфично гидролизовала минорный мембранный липид — фосфатидилинозитол (сокращенно PI). Также в работе было показано, что фосфатидилинозитол-специфичная фосфолипаза C (PI-PLC) способствует выделению щелочной фосфатазы в кровь (при введении PI-PLC в организм животных) или в межклеточную среду (при инкубации кусочков ткани или клеточного лизата с PI-PLC). Мартин выделил аналогичный PI-PLC комплекс из золотистого стафилококка, Staphylococcus aureus. К 1977 году три лаборатории независимо показали, что обработка некоторых типов клеток бактериальными PI-PLC действительно приводит к выделению щелочной фосфатазы. Мартин рассуждал:
«Если это так, другие ферменты могли бы быть прикреплены к поверхности клеток подобными якорями, и обработка PI-PLC могла бы также высвободить их.» 
Он и коллеги быстро показали, что это было верно для ацетилхолинэстеразы (АХЭ) эритроцитов и для 5-нуклеотидазы гепатоцитов и лимфоцитов. Выделенные ферменты были хорошо растворимы и не содержали остатков мембран.
В Корнеллском университете Итаки он подтвердил свои результаты. Этого было достаточно, чтобы подчеркнуть функцию фосфатидилинозитола в прикреплении белков к мембранам и упомянуть об этом в глобальном обзоре функций инозитолфосфолипидов.
На следующие десять лет Мартин определил задачи: какие из белков могут быть прикреплены к поверхности таким способом; какое точное строение имели якорные структуры; какие из организмов используют их.

### Работа в Америке

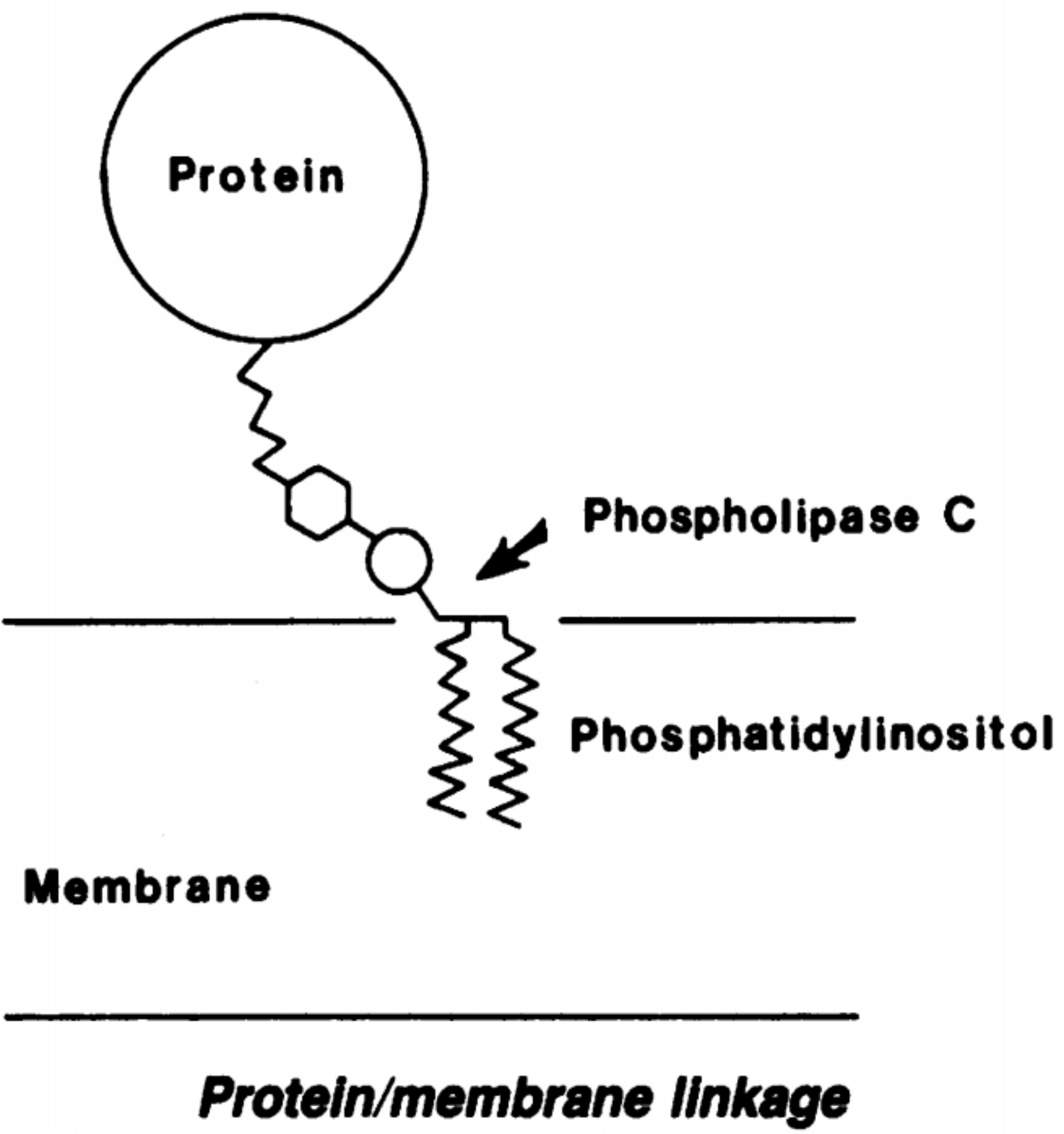
Рисунок 1. Упрощённая схема действия PLC, предоставленная для отчёта Джины Колаты

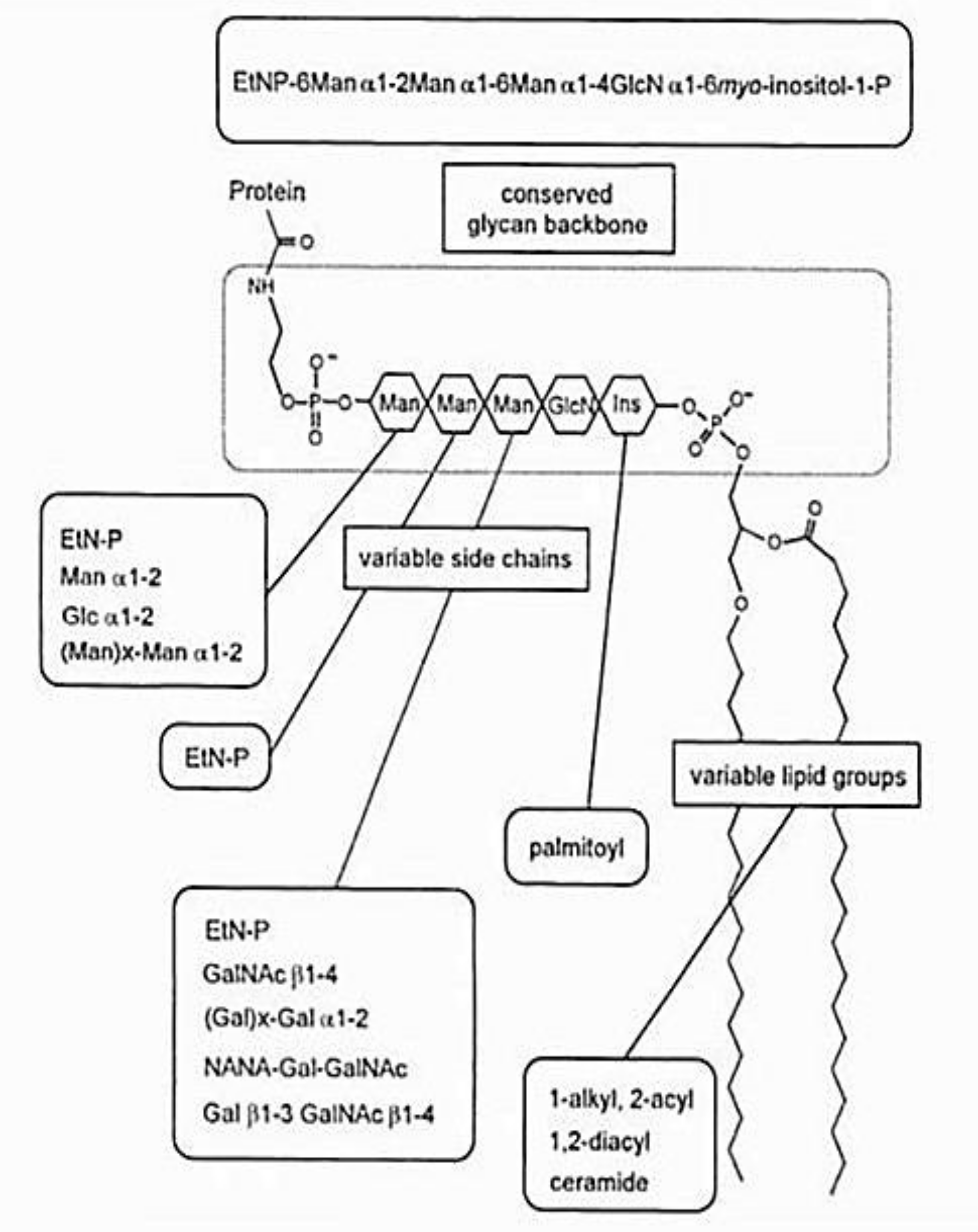
Рисунок 2. Современное представление о химической структуре консервативного участка ГФИ-якоря и его многочисленных биологических вариациях

Мартин переехал в Оклахому-Сити в 1981 г. Здесь он наладил производство бактериальных PI-PLC и поставку их в другие лаборатории. Вот что говорил один соавторов Мартина, Израэль Силмен из Института Вейцмана:
«Начало сотрудничеству было положено в 1977 году, когда я путешествовал на поезде с Бобом Митчеллом, возвращающимся с Харденовской конференции в Уае. Боб рассказал мне, что в Бирмингемском университете был аспирант, который мог солюбилизировать АХЭ эритроцитов с помощью бактериальной фосфолипазы. Первые плоды появились пять лет спустя, когда мы позвонили Бобу узнать, как мы можем связаться с аспирантом, которого звали Мартин Лоу, и получить его фосфолипазы. Мы хотели протестировать их действие на связанном с мембраной димере АХЭ, который в больших количества был найден в стрекательных клетках хвоста калифорнийского гнюса и напоминал АХЭ эритроцита. Боб сказал нам, что к тому времени Мартин был далеко в Оклахоме-Сити. Мы написали Мартину письмо и попросили в нём образец PI-PLC золотистого стафилококка. Он великодушно предложил послать нам фермент и сотрудничать. Мы согласились. Это оказалось очень мудрым решением, поскольку позволило извлечь выгоду из энциклопедических знаний Мартина в области химии инозитолфосфатов и его четкого и критического понимания действия фосфолипаз C-типа на фосфатидилинозитол и другие фосфолипиды.»
Впоследствии группа Вейцмана совместно с Биллом Шерманом, ветераном биохимии инозитола из Вашингтонского университета в Сент-Луисе, впервые показали, что место на поверхности клетки, к которому прикреплена АХЭ, содержит ковалентно связанную структуру на основе фосфатидил-мио-инозитола, и добавление PI-PLC обеспечивает солюбилизацию мембранной АХЭ в стрекательных клетках ската.
Мартин Лоу оказал влияние на работы Джорджа Кросса из Рокфеллеровского университета и его коллеги Майка Фергюсона, которые определили полную химическую природу ГФИ-якоря. Майк расширил работы Тони Холдера из лаборатории ‘Wellcome’ в Бекенхеме, Люсии Кардозу де Альмейда, и Мервина Тернера из Молтенского института Кембриджа и заключил, что C-концы мембранной формы вариабельных поверхностных гликопротеинов (ВПГ) были соединены ковалентной связью со сложной структурой гликофосфолипида, содержащей димиристилглицерин, глюкозамин, маннозу, галактозу, фосфат-ион и этаноламин. Позже Мартин Лоу и Майк Фергюсон определили более полный состав мембранного якоря и присвоили ему название гликозилфосфатидилинозитол мембранный якорь (ГФИ-якорь). Позже М. Дж. Лоу заинтересовался работами Алан Уильямса из Школы патологии Данна в Оксфорде, который охарактеризовал связанный с мембраной тимоцитов и нейронов Thy-1 гликопротеин. Он предложил работать вместе своему коллеге из Оклахомы, Полу Кинкэйду. Через пару недель они опубликовали в Nature работу, которая продемонстрировала отщепление Thy-1 от поверхности клеток под действием PI-PLC. Впоследствии Thy-1 был классифицирован как ГФИ-якорный блок.
К 1986 году Терри Розенберри из Западного резервного университета Кейза (Кливленд, Огайо) пополнил ряды работ по структуре АХЭ стрекательных клеток ската, Thy-1 крысы и ВПГ трипаносомы. Он исследовал АХЭ человеческих и бычьих эритроцитов, что позволило Мартину совместно с коллегами написать первый обзор «Ковалентно связанный фосфатидилинозитол в качестве гидрофобного мембранного якоря» для журнала Trends in Biochemical Sciences. Позднее был опубликован более полноценный авторский обзор «Биохимия гликозил-фосфатидилинозитольных якорей мембранных белков» в Biochemical Journal. Тогда было известно 14 различных классов ГФИ-якорных белков, и это число сильно выросло за последующие годы, пока Мартин продолжал без каких-либо условий отправлять сотни аликвот PI-PLC ученым по всему миру.
1980-90-х гг. Мартин вел активную исследовательскую деятельность и охарактеризовал другую фосфолипазу, человеческую сывороточную ГФИ-специфичную фосфолипазу D (GPI-PLD), которая может расщеплять как PI-PLC-чувствительные, так и PI-PLC-устойчивые ГФИ-якоря. Мартин обнаружил интересные связи между регуляцией белка и клеточным ответом на введение липополисахаридов и окислительный стресс; а также вместе со своим коллегой Майклом Дигом из университета Индианы обнаружил связь между активностью ГФИ-PLD и толерантностью к глюкозе.
В 2000-х Мартин опубликовал большой обзор охарактеризованных к тому времени ГФИ-якорных структур. Позже он отметил, что отправил порядка 120 образцов PI-PLC в другие лаборатории по всему миру в течение года после публикации (рис. 1, 2).

## Научное наследие
Стало доступно много ДНК-последовательностей, кодирующих ГФИ-якорные белки. Было открыто, что ГФИ-якоря предварительно синтезируются в эндоплазматическом ретикулуме (ЭПР) и котрансляционно пришиваются на ГФИ-сигнальные олигопептиды из ~ 15-30 аминокислот на С-концевом домене белков, предназначенных для ГФИ-прикрепления. В результате ГФИ-якорь вступил в эру биоинформатики как все более предсказуемая посттрансляционная модификация. Анализ последовательностей генов различных эукариот предсказывает, что 0,2-2 % из них кодируют ГФИ-якорные белки на поверхности клеток.
Многие заболевания и патологии могут быть обусловлены работой ГФИ-якорных белков. Например, дефекты в биосинтезе ГФИ-якоря могут вызвать редкое приобретенное заболевание человека — пароксизмальную ночную гемоглобинурию и несколько наследственных заболеваний. Прионы, которые вызывают трансмиссивные губчатые энцефалопатии, включая болезнь Крейтцфельдта-Якоба, скрейпи и «коровье бешенство», в естественном состоянии оказались ГФИ-якорными гликопротеинами — ещё одно открытие, которое стало возможным благодаря щедрым поставкам PI-PLC и советам Мартина. Рецепторы узнавания некоторых вирусов и бактериальных токсинов тоже являются ГФИ-якорными белками. Многие факторы выживаемости и инфекционности, находящиеся на поверхности клеток паразита, представляют собой ГФИ-якорные белки или гликолипиды, связанные с ГФИ. Все они предлагают возможные терапевтические цели для разработки лекарств.
Гликозилфосфатидилинозитолы имеют практическое и биотехнологическое применение. Например, трансмембранные домены интегральных мембранных белков Типа 1 могут быть заменены на ГФИ-якорные с получением биоинженерных белков, которые могут высвобождаться с поверхности клетки с помощью обработки PI-PLC и выделяться в виде растворимых белков. А «жирный» фосфолипидный компонент очищенных неповрежденных ГФИ-якорных белков может быть использован для того, чтобы нековалентно «метить» ими клеточные и другие гидрофобные поверхности, такие как чипы для плазмонного резонанса.
Наконец, ГФИ-якорные белки были использованы как маркеры для липидных рафтов, которые вовлечены в многочисленные биологические процессы. Недавнее открытие того, как они формируют и обеспечивают трансмембранное сцепление, могло бы быть заслугой Мартина.

## Признание
Избранный член Лондонского королевского общества с 1996 года.

## Семья
Когда Мартин работал в Корнелле, он познакомился с Эйлин Уэйлен, которая была на 3 года младше. У них было много общих интересов, таких как горные походы, катание на лыжах и всяческие прогулки. Она занималась классификацией растений в агрономическом отделе Корнелла, и их первое свидание было в пиццерии в центре Итаки. Эйлин рассказывала, что её привлекал тихий английский акцент, чувство юмора и борода Мартина. 24 мая 1979 года они поженились в усадьбе Анабель Тейлор на территории университета. Священником выступил дядюшка Эйлин, Эрл.
У них было двое сыновей — Алан (1985 г.) и Джереми (1989 г.), которые родились в один из самых сложных периодов в жизни семьи, во время переезда в Колумбию в 1987 году. Они жили в 40 минутах езды от лаборатории Мартина на севере Манхэттена, и старались распределять обязанности по дому и работе, с учётом расписания конференций и лекций, а также временной работы Эйлин в отделе таксономии растений в Ботаническом саду Нью-Йорка в Бронксе. Им было трудно балансировать между родными Мартина в Англии и семьёй Эйлин в Кортлэнде.

## Интересные факты
Когда Мартин был подростком, он научился обходиться без удобств и полюбил походы с палатками и туристические прогулки в Озерный край и долину Боуланд. Летом 1966 года Мартин и Кристофер ездили автостопом в Корнуолл и разбили лагерь под небольшим навесом на диких пустошах Бодмин-Мур. Вернуться из Плимута они договорились в грузовом фургоне деда Джаггера, разгружая мебель.
Мартин очень любил посещать родные места в Озёрном крае, и каждые два года они всей семьей ездили на каникулы поход по Кесвику (Камбрия).